# Jacek Pawlicki (dziennikarz)
Jacek Pawlicki (ur. 1966 w Warszawie) – polski dziennikarz i publicysta, związany z „Gazetą Wyborczą” i polską edycją „Newsweeka”.

## Życiorys
Ukończył filologię polską na Uniwersytecie Warszawskim. W 1990 pracował jako korektor w PAP. W 1991 podjął pracę w „Gazecie Wyborczej” w dziale stołecznym, następnie gospodarczym i zagranicznym. W latach 1998–2003 był korespondentem „GW” w Brukseli, gdzie m.in. relacjonował przygotowania do wstąpienia Polski do Unii Europejskiej. W 2013 przeszedł do redakcji tygodnika „Newsweek Polska”, obejmując funkcję szefa działu zagranicznego.
W 2008 został nominowany do Nagrody Dziennikarskiej Parlamentu Europejskiego, a w 2013 odznaczony Orderem Lwa Finlandii.
Mąż dziennikarki Aleksandry Pawlickiej. Jest autorem zdjęć do książki żony zatytułowanej Światoholicy. W 2016 ukazała się książka Jacka i Aleksandry Pawlickich Siedem razy świat.